# Rutiderma judayi
Rutiderma judayi is een mosselkreeftjessoort uit de familie van de Rutidermatidae. De wetenschappelijke naam van de soort is voor het eerst geldig gepubliceerd in 1963 door MacKenzie.